# 校准空速
校準空速（Calibrated Air Speed）也稱為校正空速，為一航空術語，是在修正儀表誤差及位置误差後，在空速表上顯示的空速，其缩写形式为(CAS)，用符号Vc表示。
若是在高速、高海拔的條件下，校準空速還需要修正由於空氣可壓縮性產生的誤差，此時的校準空速也稱為當量空速（equivalent airspeed，EAS）。當航行在海平面，且在国际标准大气條件（15°C，1013 hPa，濕度0%）下所得的校準空速和當量空速及真實空速（true airspeed，TAS）相同，若當時無風，此速度也與地面速度相同（ground speed，GS）。在其他條件下，校準空速可能會和真空速或地面速度不同。
若校準空速的單位是節，一般會用KCAS的縮寫，此時的指示空速縮寫則為KIAS。

## 校準空速的應用
在航空中，校準空速主要有以下二種應用。
- 導航時，若要從指示空速得知真實空速，需要先得到校準空速。
- 在飞行控制中，校準空速（或當量空速）由於描述了作用於飛機表面的動壓強，是主要的參考訊號。在控制飛機時會利用當量空速來進行設計，但當高度變動時，簡易的空速表無法顯示當量空速的數值。由於在海平面上，校準空速會等於當量空速，海拔較高時校準空速也近似當量空速，因此會利用校準空速作為校正空速表的基準。

由於全球定位系統及其他先進導航系統的使用，飛行員可以直接讀取地面速度（往往也是真實空速），因此上述的第一項應用的重要性已快速降低。但第二項應用仍然非常重要，例如，在飛機載重相同的情形下，飛機在可以在任何高度滚行及爬昇，其校準空速幾乎不變，而地面速度及真實空速卻有顯著的差異。
V速度一般會以指示空速（而不是校準空速）來表示，因此飛行員可以直接從空速表上看到空速和V速度的關係。

## 由冲击压强計算校準空速
由於空速表是量測衝擊壓強，校準空速會定義為衝擊壓強的函數。函數中的靜壓及溫度均為常數，一般會以海平面上的值為準。
在速度低於音速時，校準空速如下：
{\displaystyle CAS=a_{0}{\sqrt {5\left[\left({\frac {q_{c}}{P_{0}}}+1\right)^{\frac {2}{7}}-1\right]}}}
其中：
- {\displaystyle q_{c}}為冲击压强
- {\displaystyle P_{0}}為海平面上的標準壓強
- {\displaystyle {a_{0}}}為15°C時的標準音速

若速度已達到超音速，在皮托管前方會出現正震波，根據Rayleigh公式可得：
{\displaystyle CAS=a_{0}\left[\left({\frac {q_{c}}{P_{0}}}+1\right)\times \left(7\left({\frac {CAS}{a_{0}}}\right)^{2}-1\right)^{2.5}/\left(6^{2.5}\times 1.2^{3.5}\right)\right]^{(1/7)}}
此時需使用迭代法計算校準空速，一開始可假設校準空速{\displaystyle a_{0}}。
上述公式可以適用在任何的單位，不過{\displaystyle P_{0}}及{\displaystyle a_{0}}也要依使用的單位作調整。例如{\displaystyle P_{0}} = 1013.25 hPa，{\displaystyle a_{0}} = 661.48節。空氣的熱容比假設為1.4。
當衝擊壓強{\displaystyle q_{c}}是由水柱压強计或是精準的压強计量測時，都可以用以上的公式來校正空速表。若使用水柱压強计時，其讀值為以公釐為單位的水柱高度，此時的標準壓強為10333 mm {\displaystyle H_{2}0}。
在高海拔時，可用校準空速再修正可壓縮性的誤差，得到當量空速（EAS）。若高度低於10,000英呎，速度低於200節，可壓縮性誤差可省略。

## 參照
- 真實空速
- 當量空速
- 指示空速

## 外部連結
- Newbyte airspeed converter
- JavaScript Calibrated Airspeed calculator from True Airspeed and other variables （页面存档备份，存于） at luizmonteiro.com